# 西部-舍拉拉德-貝尼赫森大區
西部-舍拉拉德-貝尼赫森大區（阿拉伯语：‎）是摩洛哥西北部曾经的一個大區，北臨大西洋。面積8,805平方公里。2004年人口1,859,540人。首府蓋尼特拉。
下轄兩省。